# Baimaclia, Cantemir
Baimaclia (în germană Baimaklia) este satul de reședință al comunei cu același nume  din raionul Cantemir, Republica Moldova.

## Așezarea locălității
Partea de nord a moșiei satului se mărginește cu pământurile satului Cârpești, cea așezată spre est se învecinează cu moșiile satelor Acui și Enichioi. Terenurile situate la vest de sat se mărginesc cu pădurea Tartaul, iar în partea de sud cu pădurea și terenul agricol al Chioseliei.
Terenurile din estul satului sunt accidentate unde s-au creat râpi foarte adânci și există permanent pericolul alunecărilor de teren.
Distanța directă până în or. Cantemir este de 23 km. Distanța directă până în or. Chișinău este de 96 km.

## Nume
Tainele toponimului Baimaclia au fost descifrate de Ion Dron, doctor abilitat în filologie, care a abordat această problemă în câteva articole. El susține că numele topic Baimaclia provine de la denumirea genetică a unei subdiviziuni tribale Baimacli de origine tătărească nohaice care a populat în trecut această localitate. Numele acestei subdiviziuni tribale pare că vine de la un Baimac. O persoană, o căpetenie de trib nohaic, întemeietorul unei dinastii, care s-a dezvoltat într-o subdiviziune tribală.
În hârtiile și recensămintele vechi toponimul Baimaclia apare sub formele Baimacli, Baimaclie.
În documentele timpurii din a doua jumătate a secolului al XVIII-lea localitatea de la marginea codrilor Tighecilor se întâlnește sub denumirea de Baimaclia-Mare.

## Prima atestare documentară
Denumirea satului Baimaclia apare pentru prima dată ca așezare de oameni pe o hartă topografică a generalului rus F.G. Bauer, aflat în slujba Ecaterinei a II-a. Această hartă este intitulată „Carte de la Moldavie” și a fost întocmită în anii 1770-1774, în timpul desfășurării unui nou război ruso-turc. Satul Baimaclia a fost menționat documentar în anul 1770.
Primul document istoric în care pentru prima oară este menționată Baimaclia este datat la 18 august 1778, când Domnul Moldovei, Constantin Moruzi, poruncește isprovnicului de Greceni ca să permită omului de încredere a logofătului Ioan Cantacuzino să strângă veniturile de pe moșiile sale: Tartaul, Taracli, Baimacli, Baurci-Mic, Cojdagali, Chiseli-Michi, Ciobala.
În anul 1841 în s. Baimaclia–Mare vin să se așeze cu traiul 57 de familii, unele din aceste familii locuiesc și astăzi, aducându-și contribuția la prosperitatea satului: Ivanschi, Gustin, Măslin, Bălan, Dutca, Glibiciuc etc.

## Demografie

### Structura etnică
Structura etnică a satului Baimaclia conform recensământului populației din 2004:
| Grup etnic                                               | Populație | % Procentaj  |
| -------------------------------------------------------- | --------- | ------------ |
| Băștinași declarați Moldoveni Băștinași declarați Români | 2482 14   | 95,35% 0,54% |
| Bulgari                                                  | 40        | 1,54%        |
| Ucraineni                                                | 25        | 0,96%        |
| Găgăuzi                                                  | 20        | 0,77%        |
| Ruși                                                     | 18        | 0,69%        |
| Alții                                                    | 4         | 0,15%        |
| Total                                                    | 2603      | 100%         |